# Recha (futbolista)
José María Álvarez de la Rosa (Córdoba, España, 7 de junio de 1967) es un exfutbolista español que se desempeñaba como centrocampista.

## Clubes
| Club                     | País   | Año       |
| ------------------------ | ------ | --------- |
| Real Betis Balompié      | España | 1987-1992 |
| Xerez Club Deportivo     | España | 1992-1993 |
| Real Jaén Club de Fútbol | España | 1993-1994 |
| Unión Deportiva Almería  | España | 1994-1995 |
| Levante Unión Deportiva  | España | 1995-1996 |
| Écija Balompié           | España | 1996-1997 |